# Pseudo-Geber
Als Pseudo-Geber bezeichnen heute Historiker mittelalterliche Autoren des 13. Jahrhunderts, die alchemistische lateinische Texte (bezeichnet als Geber latinus) verfassten und deren Werke lange dem arabischen Gelehrten Dschābir (ibn Hayyān) (latinisiert Geber, auch als Geber arabicus bezeichnet) aus dem 8. Jahrhundert zugeschrieben wurden. Die Texte wurden vermutlich von ihren Verfassern Dschābir untergeschoben, da unter diesem Pseudonym die hohe Autorität des Gelehrten ihren eigenen Auffassungen mehr Gewicht zuführte. Dabei profitierten die Autoren möglicherweise von einem damals vorhandenen Glauben an ein ursprünglich umfassendes Wissen (Goldenes Zeitalter), woraus ein hoher Wahrheitsgehalt (möglichst) alter Texte folge. Daher sind die für die Entwicklung der Chemie wichtigen Texte keine Übersetzung, sondern neue Texte des Mittelalters.
Das wichtige Werk Summa perfectionis magisterii (Die höchste Vollendung des Meisterwerks) wurde vermutlich von einem italienischen Franziskaner namens Paulus von Tarento (Paulus de Tarento), auch als eigentlicher Geber latinus auffassbar, verfasst, der aus Tarent stammte und im 13. Jahrhundert in Assisi wirkte. Inhaltlich wurde das Werk durch arabischschreibende Autoren wie dem Perser Rhazes (9. Jahrhundert) und dem Araber Dschābir ibn Hayyān beeinflusst. In später gedruckten Ausgaben der Summa  wurde der Text durch vier weitere Werke ergänzt. In der Summa benutzt Pseudo-Geber auch die Atomlehre arabischsprachiger Autoren wie Rhazes. Die von Haage ausgemachten Quellen verweisen auf Kontakte zur Schule von Salerno. Eine Quelle war der Peri physeos anthropou von Nemesios von Emesa (von Alfanus von Salerno  übersetzt) und eine andere De effectibus qualitatum und De effectibus medicinarum von Urso von Salerno.
Die Texte De investigatione perfectionis, De inventione perfectionis, De fornacibus construendis und Testamentum sind weitere (spätere) Unterschiebungen, vermutlich anderer Autoren.
Summa beschreibt eine erste klare Nur-Mercurius-Lehre, bei der die Eigenschaft von Stoffen, metallisch zu sein, auf Quecksilber zurückzuführen ist. Dies weicht von den damaligen Vorstellungen ab, bei denen auch Schwefel eine bedeutende Rolle für die metallischen Eigenschaften eines Stoffes haben sollte. In der Summa tritt der Schwefel nur noch als Verunreinigung auf. Quecksilber spielt hier die fundamentale Rolle zur Darstellung des Steins der Weisen (lapis philosophorum) bzw. der Transmutation (Goldsynthese) und steht damit besonders im Widerspruch zu den historischen Quellen aus dem arabischen Raum. Der erste Teil Summa beschäftigt sich weder mit der für die Alchemie und Chemie wichtigen Entdeckung der Mineralsäuren, noch mit der Darstellung von reinem Ethanol durch Destillation. Die Schrift ist kein fortlaufender Text, sondern vorsätzlich verstreut angeordnet und dient zur Verschleierung des Wissens. In den Ergänzungen werden hingegen praxisnah verschiedene, unten aufgelistete, Arbeitstechniken beschrieben.
Neu sind auch zwei weitere Ideen in der Summa:
- Die Lehre der Ordnung oder Stärke der Mittel, mit denen Transmutationen erfolgen können, wobei Mittel erster Ordnung nur vorübergehenden und oberflächlichen Wandel erzeugen, solche zweiter Ordnung ändern nur eine Qualität des Stoffes wie Schwere oder Glanz und erst solche dritter Ordnung bewirken einen Wandel zum Beispiel unedler Metalle in Gold und Silber.
- Die Wirkung der Transmutations-Hilfsmittel hängt von deren Feinheit ab (je feiner, desto wirksamer), was mit einer Korpuskulartheorie der Materie erklärt wird.

Die Schriften der Pseudo-Geber waren sehr bedeutsam für die Entwicklung der Naturwissenschaften und wirkten bis hinein in das 17. Jahrhundert.
Arbeitstechniken:
- Destillation als Technik, bei denen man etwas herabtropfen lässt. Zur Destillation zählten Techniken wie die

Destillation entsprechend ihrer heutigen Bedeutung, die
Dekantation einer teilweise in Schmelze, Lösung oder Aufschlämmung befindlichen Stoffmischung und die
Filtration, bei der mit einem nach unten hängenden Tuch eine Flüssigkeit aus einer Suspension „abgesaugt“ wird.
- Sublimation und Calcination,

- Reinigungsverfahren für Gold

Cupellation, bei der Gold mit Blei geschmolzen wird. In einer Oxidations-Reaktion bildet sich eine Schmelze des Goldes und Schlacke von Verunreinigungen.
Cementation, bei der Gold bzw. eine seiner Legierungen flachgeschmiedet, in Schichten mit aggressiven Reaktanten bestrichen und anschließend erhitzt bzw. geglüht wird.